# マイケル・ビーン
マイケル・ビーン（Michael Connell Biehn、1956年7月31日 - ）は、アメリカ合衆国出身の俳優、監督。

## 来歴
アラバマ州出身。父は弁護士のドン・ビーンで母は看護婦のマーシャ・ビーン、弟と妹がいる。幼いころから演技に興味を持ち地方劇団に入団。その後、アリゾナ大学の演技科に進学するが19歳で中退し、ロサンゼルスに渡ってヴィンセント・チェイスに師事する。
やがてモデルやCMの仕事を径て1978年に俳優デビューする。1984年にSF映画の古典的名作として知られるジェームズ・キャメロン監督の大ヒット作『ターミネーター』で、宿敵ターミネーター（アーノルド・シュワルツェネッガー）と対決する、未来からタイムスリップしてきた青年戦士カイル・リース役を演じた。その後キャメロンの作品には、『エイリアン2』、『アビス』などに出演した。
ジェームズ・キャメロンの作品によく出演するほか、俳優のビル・パクストンともよく共演する。
1988年に公開された『第七の予言』と、1991年に公開された『K2/ハロルドとテイラー』のキャンペーンのために来日。『第七の予言』では弟と共に来日している。
2007年に公開したロバート・ロドリゲス監督による 『プラネット・テラー in グラインドハウス』に出演した。
2010年に公開した『シャドウ・ファイター』で監督に初挑戦した。
その後、2011年に『ザ・マニアック』で再び監督に挑戦した。

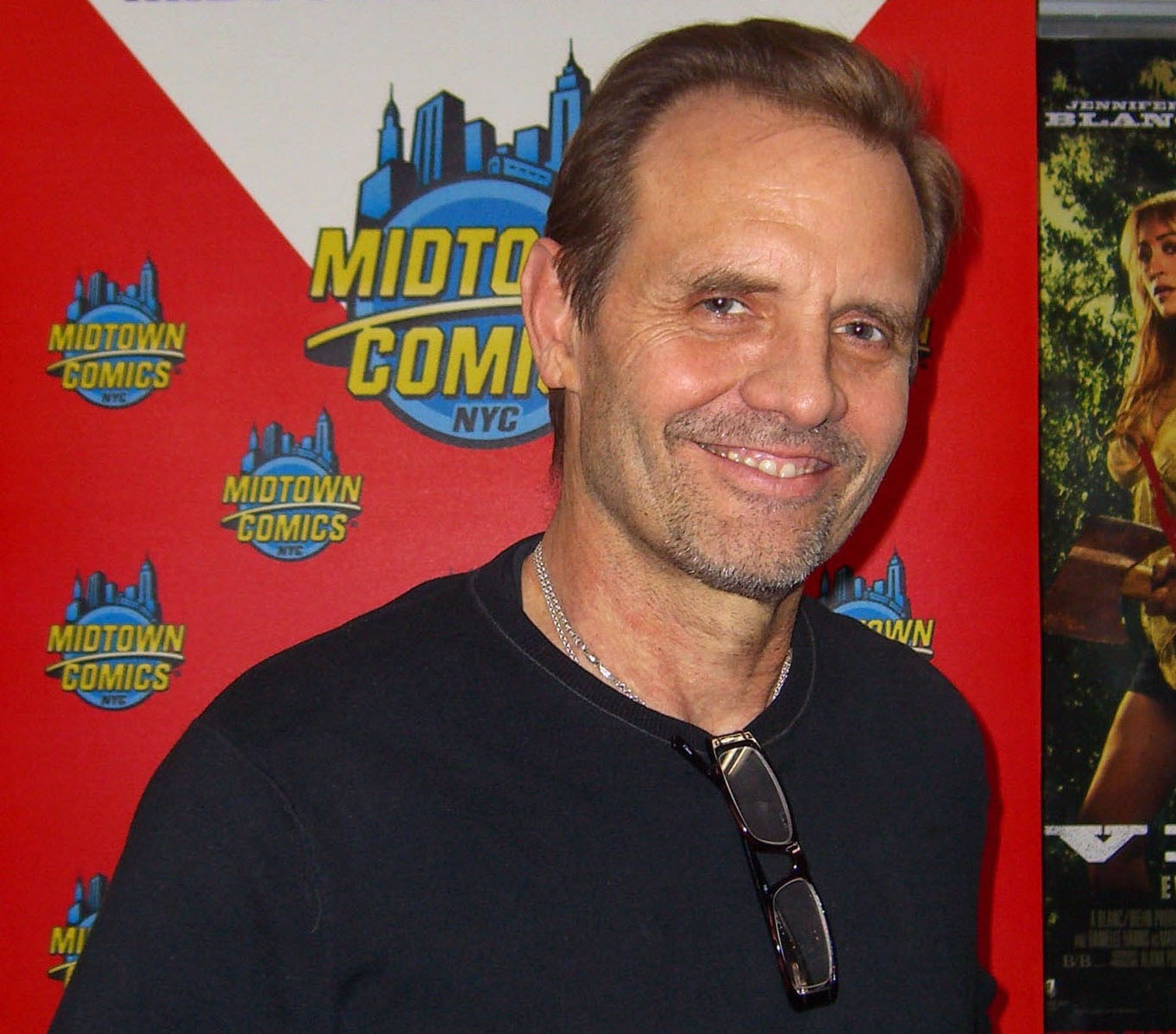
2012年、『ザ・マニアック』のプロモーションに参加したビーン

### 私生活
1980年に女優のカレン・オルセンと結婚するが、1987年に離婚。『エイリアン2』の撮影中にジーナ・マーチと知り合い、1988年に再婚し1児をもうけるが、2008年に離婚。2010年に女優のジェニファー・ブランクと再婚した。

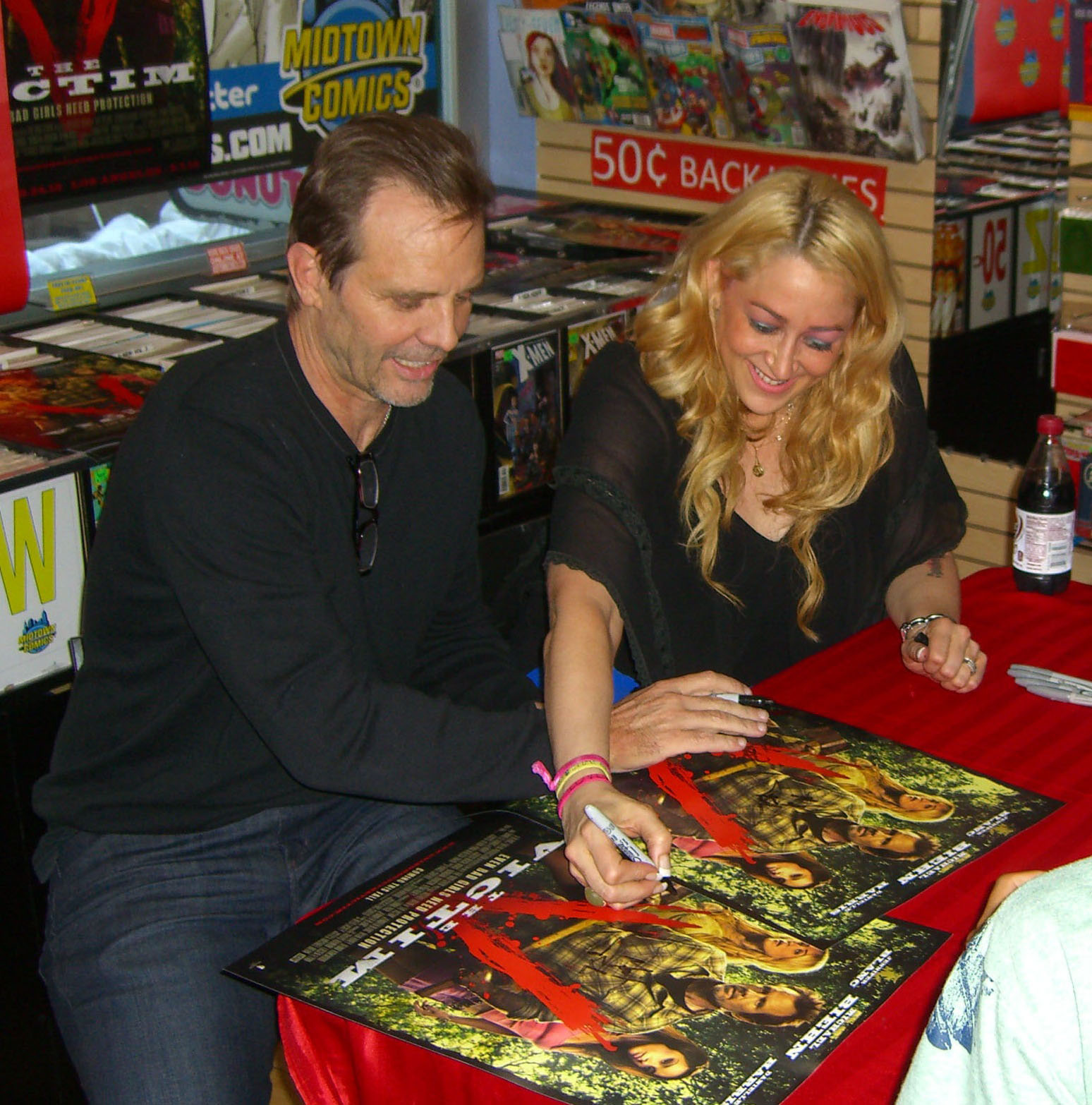
2012年、ジェニファー・ブランクと共に作業をするビーン

### エピソード
ジェームズ・キャメロンとは深いつながりがある。サム・ライミ監督・トビー・マグワイア主演で映画化された『スパイダーマン』だが、一時期はキャメロンが映画の権利を保有しており、主演のピーターにはマイケル・ビーンを考えていた。『アバター』にも出演する予定だったが、先にシガニー・ウィーバーの出演が決まり、『エイリアン2』の同窓会になるのを避けたいとしてキャメロン監督が出演を止めた。
『ユージュアル・サスペクツ』でスティーブン・ボールドウィンが演じたマクマナス役をオファーされていたが、ウィリアム・フリードキン監督の『ジェイド』の撮影と重なってしまったため、降板した。

## 主な出演作品

### 映画
| 公開年 | 邦題 原題                                                                   | 役名                       | 備考           |
| ------ | --------------------------------------------------------------------------- | -------------------------- | -------------- |
| 1978   | 美人コーチのお色気大逆転 Coach                                              | ジャック・リプリー         |                |
| 1978   | グリース Grease                                                             | マイク                     | クレジットなし |
| 1978   | 激突!!燃える大彗星 A Fire in the Sky                                        | トム                       | テレビ映画     |
| 1980   | マイケル・ビーン/ワイルド・ハイスクール Hog Wild                            | ティム・ワーナー           |                |
| 1981   | 殺しのファンレター The Fan                                                  | ダグラス・ブリーン         |                |
| 1983   | 影の私刑 The Lords of Discipline                                            | ジョン・アレクサンダー     |                |
| 1983   | チャイナ・ローズ China Rose                                                 | ダニエル・アレン           | テレビ映画     |
| 1984   | 聖セバスティアンの殉教 Le martyre de Saint Sébastien                        | セバスティアン             | テレビ映画     |
| 1984   | ターミネーター The Terminator                                               | カイル・リース             |                |
| 1985   | マイケル・ビーン/デッドリー・インテンション Deadly Intentions               | チャールズ                 | テレビ映画     |
| 1986   | エイリアン2 Aliens                                                          | ドウェイン・ヒックス       |                |
| 1987   | ランページ/裁かれた狂気 Rampage                                             | トニー・フレイザー         |                |
| 1988   | 第七の予言 The Seventh Sign                                                 | ラッセル・クイン           |                |
| 1988   | 哀しみのラストダンス In a Shallow Grave                                     | ガーネット・モントローズ   |                |
| 1989   | アビス The Abyss                                                            | ハイラム・コフィ大尉       |                |
| 1990   | ネイビー・シールズ Navy Seals                                               | ジェームズ・カラン大尉     |                |
| 1991   | タイムボンバー Timebomber                                                   | エディ／オリヴァー         |                |
| 1991   | K2/ハロルドとテイラー K2                                                    | テイラー                   |                |
| 1992   | 無実の共犯者 A Taste for Killing                                            | ボー・ランドレイ           | テレビ映画     |
| 1993   | ハード・ジャスティス Strapped                                               | マシュー                   | テレビ映画     |
| 1993   | プロフェッショナル Deadfall                                                 | ジョー                     |                |
| 1993   | トゥームストーン Tombstone                                                  | ジョニー・リンゴ           |                |
| 1994   | ディープ・レッド Deep Red                                                   | ジョー                     | テレビ映画     |
| 1995   | ダブルクロス/陰謀 In the Kingdom of the Blind, the Man with One Eye Is King | ジャッキー・ライアン       |                |
| 1995   | ジェイド Jade                                                               | ボブ                       |                |
| 1996   | 殺害動議 Conundrum                                                          |                            |                |
| 1996   | リアル・ブラッド Mojave Moon                                                | ボイド                     |                |
| 1996   | ザ・ロック The Rock                                                         | アンダーソン隊長           |                |
| 1997   | アステロイド/最終衝撃 Asteroid                                              | ジャック・ワラック         | テレビ映画     |
| 1997   | DMZ38 Dead Men Can't Dance                                                  | ロバート・ハート           |                |
| 1998   | スーザンズ・プラン 殺せないダーリン Susan's Plan                            | ビル                       |                |
| 2000   | ラストデイズ Chain of Command                                               | ソーントン                 |                |
| 2000   | インシデント Cherry Falls                                                   | ブレント・マーケン保安官   |                |
| 2000   | アート・オブ・ウォー The Art of War                                         | ブライ                     |                |
| 2001   | メギド Megiddo: The Omega Code 2                                            | デヴィッド・アレクサンダー |                |
| 2002   | タイムマイン Clockstoppers                                                  | ヘンリー・ゲイツ           |                |
| 2002   | ボーダーライン Borderline                                                   | Macy Kobacek               | テレビ映画     |
| 2005   | アン・ハサウェイ/裸の天使 Havoc                                             | スチュアート・ラング       |                |
| 2005   | ドラゴン・スクワッド Mang lung                                              | ペトロス                   |                |
| 2006   | ブッチ&サンダンス/伝説のアウトロー The Legend of Butch & Sundance           | マイク・キャシディ         | テレビ映画     |
| 2007   | プリズン・ヴァンパイア The Insatiable                                       | ストリックランド           |                |
| 2007   | プラネット・テラー in グラインドハウス Planet Terror                        | ヘイグ保安官               |                |
| 2008   | ベルベット・スパイダー Stiletto                                             | リー                       |                |
| 2009   | シティ・オブ・ブラッド Streets of Blood                                     | マイケル・ブラウン         | ビデオ作品     |
| 2010   | シャドウ・ファイター The Blood Bond                                         | マイク・トレメイン         | 監督兼出演     |
| 2011   | パーティー・ナイトはダンステリア Take Me Home Tonight                       | ビル・フランクリン         |                |
| 2011   | ディヴァイド The Divide                                                     | ミッキー                   |                |
| 2011   | ザ・マニアック The Victim                                                   | カイル                     | 監督兼出演     |
| 2011   | パンクチュア 合衆国の陰謀 Puncture                                          | レッド                     |                |
| 2012   | SUSHI GIRL Sushi Girl                                                       | マイク                     |                |
| 2014   | フルリベンジ Hidden in the Woods                                            | オスカー・クロッカー       | 製作総指揮     |
| 2015   | スコーピオン・キング4 The Scorpion King 4: Quest For Power                  | ヤニック王                 |                |
| 2017   | シャドウ・エフェクト TheShadow Effect                                       | ホッジ保安官               | 日本未公開     |
| 2019   | Red Handed                                                                  |                            |                |
| 2020   | Killer Weekend                                                              |                            |                |
| TBA    | The Hype                                                                    |                            |                |
| TBA    | The Farm                                                                    |                            |                |

### テレビシリーズ
| 公開年    | 邦題 原題                                               | 役名                             | 備考                                                  |
| --------- | ------------------------------------------------------- | -------------------------------- | ----------------------------------------------------- |
| 1979      | The Runaways                                            | マーク・ジョンソン               | 18エピソード                                          |
| 1984      | ヒルストリート・ブルース Hill Street Blues              | ランダル・バットマン             | 3エピソード（同時期にリンダ・ハミルトンがゲスト出演） |
| 1998-2000 | 荒野の七人 The Magnificent Seven                        | クリス・ララビー                 | 22エピソード                                          |
| 2004      | トレジャーハンター Adventure Inc.                       | ジャドソン・クロス               | 22エピソード                                          |
| 2004      | Hawaii                                                  | ショーン・ハリソン               | 7エピソード                                           |
| 2006      | LAW & ORDER:犯罪心理捜査班 Law & Order: Criminal Intent | リーランド・ドッカーティ副委員長 | エピソードThe War at Home                             |
| 2009      | クリミナル・マインド FBI行動分析課 Criminal Minds       | ロン・フルウッド                 | エピソードCold Comfort                                |
| 2020      | マンダロリアン The Mandalorian                          | ラング                           | 1エピソード                                           |

### ビデオゲーム
| 公開年 | 邦題 原題                                                              | 役名                       | 備考 |
| ------ | ---------------------------------------------------------------------- | -------------------------- | ---- |
| 1999   | コマンド&コンカー2：タイベリアン・サン Command & Conquer: Tiberian Sun | マイケル・マクニール司令官 |      |
| 2013   | エイリアン コロニアル・マリーンズ Aliens: Colonial Marines             | ドウェイン・ヒックス伍長   |      |
| 2013   | ファークライ3 ブラッド ドラゴン Far Cry 3: Blood Dragon                |                            |      |

## 日本語吹き替え
『ターミネーター』（テレビ朝日版）以降、主に田中秀幸が代表作の多くで吹き替えている。
田中自身、これまで吹き替えを担当した俳優の中ではビーンが大変気に入っていると話しており、自身の持ち役の中でもピアース・ブロスナンやケヴィン・スペイシーなどと比較すると「とっても自分でやってて演じやすいというか。好きな役者さんですね。割と無理に（声を）つくらなくてもすんなり自分が入っていけるという感じですかね。（好きな役者を1人選ぶとしたら）マイケル・ビーンかもしれない。」と述べている。2016年の『エイリアン2 〈日本語吹替完全版〉 コレクターズ・ブルーレイBOX』発売時のインタビューでは「心の動きみたいな、細かいところを表現していくのが上手い役者さんだと思うんです。自分がよくアテる俳優なので、余計に表情や仕草を観察しているせいもあるんですけどね。繊細な芝居をするビーンが好きですし、生理的にも合ってるんでしょう。呼吸が一緒といいますか。翻訳なので一緒なわけはないんですが、なんとなく呼吸が合う。ブレスもあまり意識せずに、すんなり入っていけた記憶がありますね。最近はあまり（出演作を）見ませんが……」と語り、「彼にはまた活躍して欲しいです」とビーンへの愛着を感じさせるコメントを残している。
このほかにも、池田秀一、大塚明夫、田中正彦、小山力也、森川智之なども複数回、声を当てている。